# Felåsen
Felåsen är ett naturreservat i Ånge kommun i Västernorrlands län.
Området är naturskyddat sedan 2010 och är 113 hektar stort. Reservatet ligger på Felåsens ost- och sydsluttningar och består av brandpräglad barrblandskog.